# Steyr Guedes-Castro M1885
A Steyr Guedes-Castro M1885 egy egylövetű, portugál tervek alapján az osztrák Steyr fegyvergyár által hadicélokra gyártott puska volt, melyet szuronnyal is fel lehetett szerelni. A puskát harctéren is bevetették, többek közt a búr gerillák használták a Második búr háború idején.

## Története
A puskát Luis Guedes Dias a portugál haderő tisztje tervezte. Kezdetben csak 11 mm-es űrméretben gyártották, de mivel a francia hadsereg 1885-től a gyérfüstű lőporral szerelte fel puskáit, megváltoztatták. A Steyr osztrák gyár két év alatt 40 000 darab puskát gyártott le a portugál hadsereg számára. A puskát csak 1886-ig használták, mert utána felváltotta a 8 lőszer befogadására képes Kropatschek puska. 1895-ben a dél-afrikai Transvaal Köztársaság vásárolt 2500 darabot, majd 1897-ben további 5000-et. 1898-ban az Oranje Szabadállam 3500 darabot rendelt, amelyeket a második búr háborúban vetettek be.